# NGC 6872
NGC 6872, también conocida como la Galaxia del Cóndor, es una galaxia espiral barrada que se encuentra en la Constelación de Pavo, a 212 millones de años luz (65 Megapársecs) de la Tierra.  NGC 6872 está interactuando con la galaxia lenticular IC 4970 de menor tamaño. La galaxia tiene dos brazos alargados y mide de punta a punta unos 522 000 años luz (160 000 pc o  pársecs), por lo que es una de las galaxias espirales más grandes conocidas. Fue descubierta el 27 de junio de 1835 por el astrónomo inglés John Herschel.

## Ritmo de formación de estrellas

imagen del Hubble.

Cuando se observa a la galaxia NGC 6872 en el ultravioleta y en el infrarrojo medio, la región central y en la barra de la galaxia muestran estrellas viejas y bajas tasas de formación de estrellas, con tasas crecientes a lo largo de los brazos espirales mientras se aleja del centro de la galaxia. La región más activa de la formación de estrellas se encuentra en el brazo noreste que muestra un flujo estelar de alrededor de 1000 veces más alto que la región central, aunque esto puede verse afectado por la densidad de polvo estelar en el centro de la galaxia. Las partes extendidas de los dos brazos presentan formaciones jóvenes de cúmulos de estrellas con edades de entre uno y cien millones de años. Las tasas de formación de estrellas en el brazo noreste son el doble que en el brazo suroeste y cinco veces más que en las secciones de los brazos más cercanas al centro de la galaxia.

## Interacción con IC 4970
IC 4970 es una galaxia lenticular que se encuentra cerca de NGC 6872 a solo unos pocos arcosegundos de distancia, y se sabe que está interactuando con la galaxia NGC 6872. En el 2007 Horrelou y Koribalski, utilizando un simulador por computadora, determinaron cómo las dos galaxias estaban interactuando, informaron que IC 4970 se acercó a NGC 6872 cerca del plano de su disco espiral, haciendo una aproximación más cercana hace aproximadamente 130 millones de años y donde resultó en la actual forma muy alargada de NGC 6872.
Un estudio de luz ultravioleta hasta el infrarrojo por Rafael Eufrasio utilizando datos de GALEX, Spitzer y otros recursos, encontró que la interacción entre las dos galaxias parece haber provocado la formación de estrellas significativa en el brazo noreste de NGC 6872 que comienza a unos 130 mil años luz (40 kpc) de su núcleo. Lo mismo parece haber ocurrido también en el brazo sudoeste. Una fuente brillante ultravioleta fue descubierta en el extremo del brazo nororiental en torno a 290 mil años luz (90 KPC) desde el núcleo, que puede ser una galaxia enana formada a partir de la interacción entre IC 4970 y NGC 6872. La naturaleza ultravioleta brillante de este cúmulo indica que contiene estrellas de menos de 200 millones de años, lo que coincide aproximadamente con el tiempo de la colisión. Mihos, et al. (1993), y Eufrasio, et al. (2014), sugieren que antes de su interacción con IC 4970, el disco galáctico puede no haber sido uniforme con una distribución de la masa extendida.

## Posible interacción con NGC 6876
Machacek, et al. (2005), informó sobre un rastro de rayos X de 290-330 mil años luz (90-100 kpc) que existe entre NGC 6872 y la cercana galaxia elíptica NGC 6876. La galaxia NGC 6872 se está alejando de NGC 6876 en 849 ± 28 km/s (528 ± 17 mi/s) en aproximadamente la misma trayectoria que el rastro de rayos X, lo que sugiere un vínculo entre las dos galaxias. Se dieron cuatro posibilidades para la existencia de la ruta: gas sacado de las dos galaxias durante un estrecho sobrevuelo, el espacio interestelar que ha sido centrado gravitacionalmente detrás de NGC 6872 a medida que avanzada, el espacio interestalar que fue sacado de NGC 6872 por la presión dinámica a medida que pasaba a través de la parte más densa del grupo Pavo, y el espacio interestelar sacado de NGC 6872 por la viscosidad turbulenta a medida que pasa a través de Pavo. Cualquiera o todos estos procesos puede ser responsable del rastro. Si NGC 6872 y NGC 6876 interactuaron en el pasado, este último puede haber afectado a los brazos espirales de NGC 6872 y de la distribución de gas tanto como su interacción con IC 4970.